# Арістофан (вазописець)

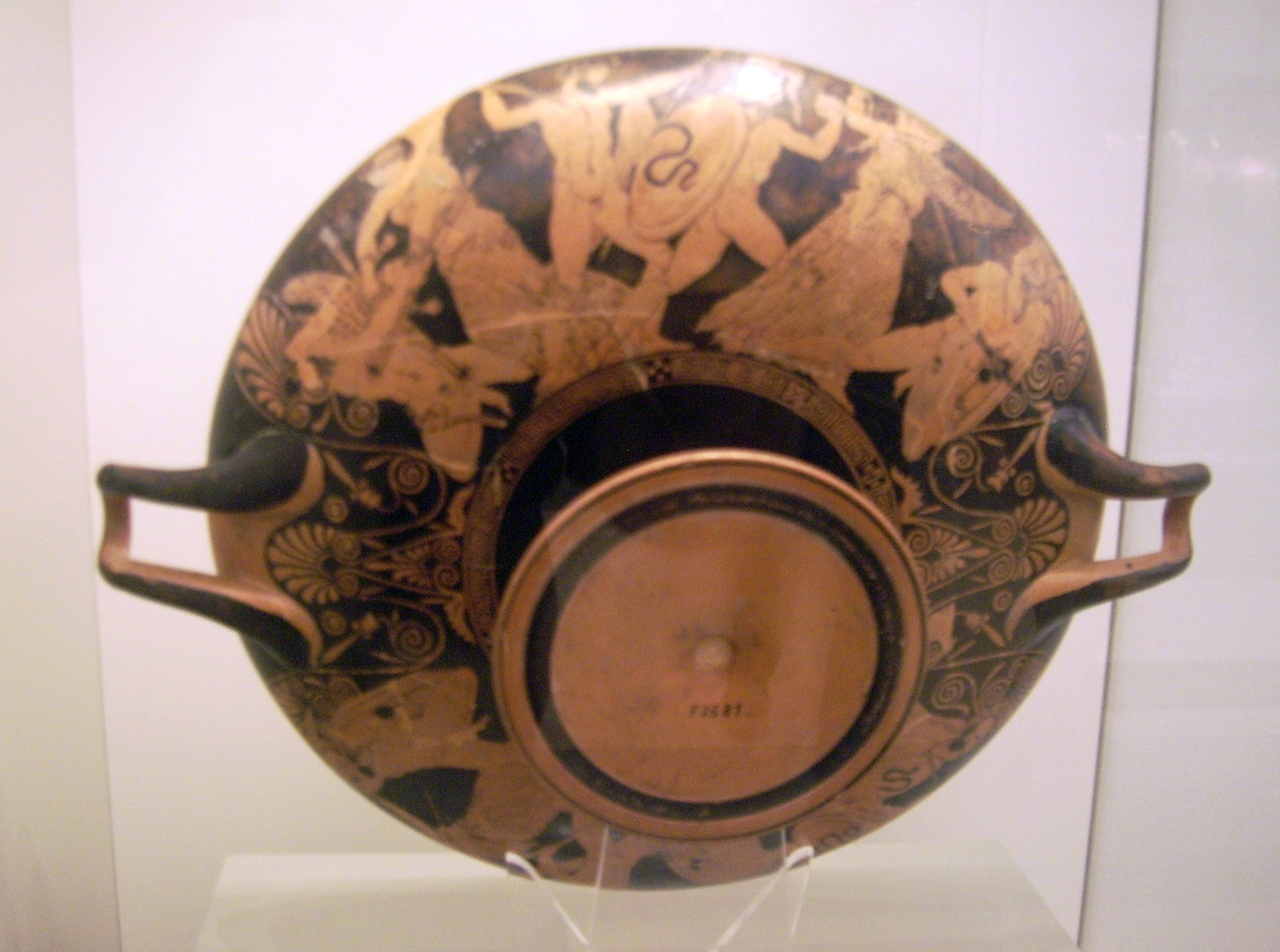
Кілікс із зображенням гігантомахії, гончар Ергінос, вазописець Арістофан, Державне античне зібрання

Арістофан — давньогрецький вазописець, працював в Афінах близько 430–400 років до н. е. у техніці червонофігурного вазопису.
Відомі щонайменше три вази, підписані його іменем. Два з них створені гончарем Ергіносом і нині зберігаються у Державному античному зібранні у Берліні та Бостонському музеї образотворчих мистецтв. Третій фрагмент кратера експонується у Археологічному музеї міста Агрідженто.
У техніці Арістофана помітне прагнення досягти якомога більшої натуралістичності зображуваних фігур. Його вазопис відрізняється ретельно вивіреними лініями, хоча у деяких випадках зображення одягу, драпірування або жіночого волосся призводить до дещо штучного враження.